# 北海道道348号野深荻伏停車場線

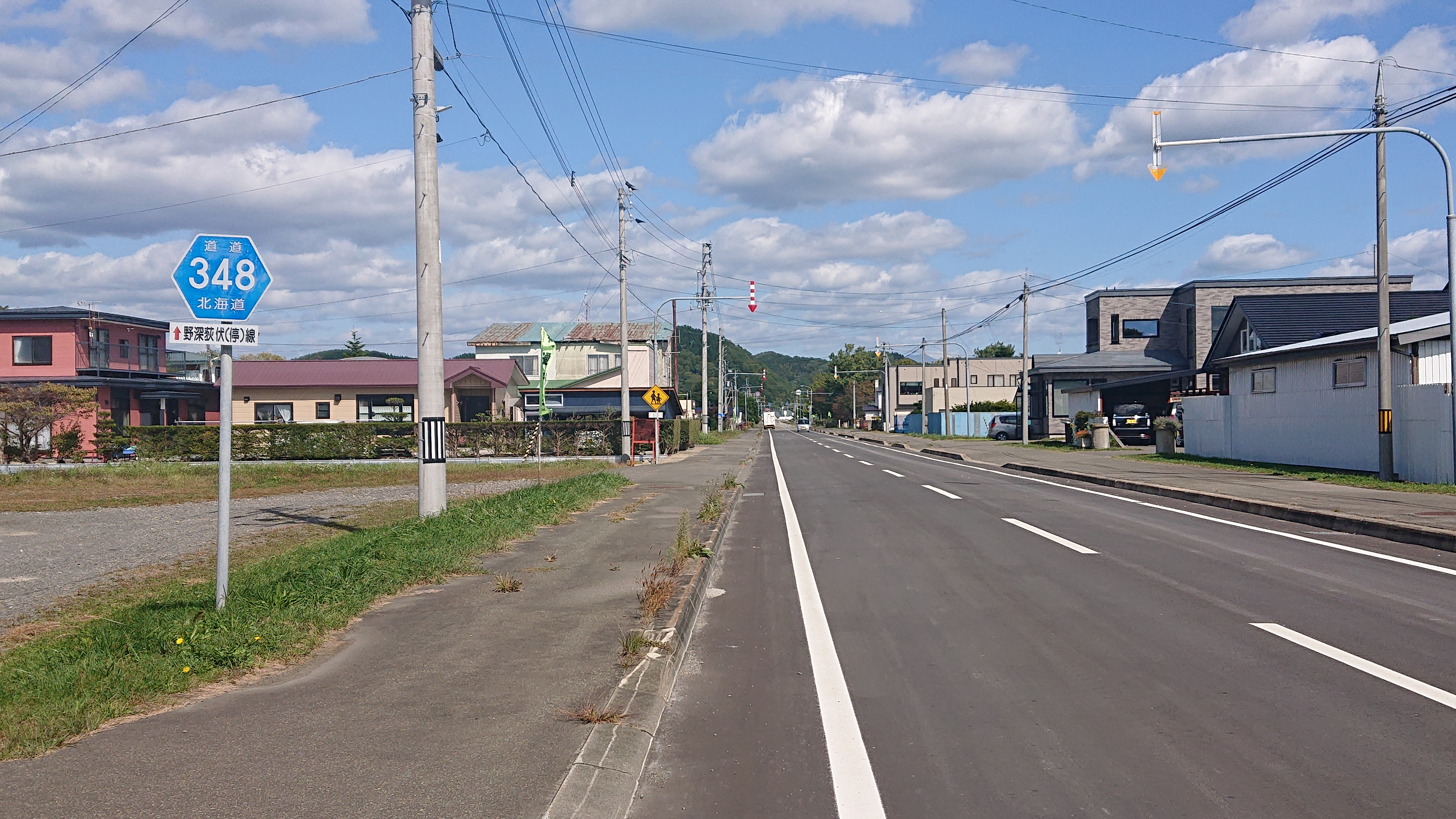
北海道道348号野深荻伏停車場線

北海道道348号野深荻伏停車場線（ほっかいどうどう348ごう のぶかおぎふしていしゃじょうせん）は、北海道浦河町内を結ぶ一般道道である。元浦川右岸に沿って走る。

## 概要

### 路線データ
- 起点：北海道浦河郡浦河町字野深
- 終点：北海道浦河郡浦河町荻伏町（JR北海道 日高本線 荻伏駅跡）
- 実延長：15.8km

### 重複区間
- 浦河町字瑞穂 - 浦河町荻伏町（北海道道1025号静内浦河線）

## 歴史
- 1961年（昭和36年）3月31日 - 路線認定[1]。

## 地理

### 通過する自治体
- 日高振興局
  - 浦河郡浦河町

### 主な接続道路
浦河町
- 北海道道746号高見西舎線 - 野深
- 北海道道1025号静内浦河線 - 瑞穂、荻伏町（重複）
- 北海道道384号荻伏停車場線 - 荻伏町（終点）